# Anthem for the Year 2000
"Anthem for the Year 2000" (ang. Hymn dla roku 2000) – singel zespołu Silverchair z 1998, z ich trzeciego albumu Neon Ballroom. Jest to rodzaj protest songu, wyrażający bunt przeciw panującym systemom polityczno-społecznym.